# Gaietà Faura i Rodon
Gaietà Faura i Rodon (1919 - 6 de juliol de 1974) va ser batlle d'Esplugues de Llobregat durant un període de la dictadura franquista. Va renunciar a l'alcaldia el 25 de febrer del 1956.
Va tenir dos fills, Gaietà i Enriqueta, amb Magdalena Astals, qui va morir per malaltia el 29 d'octubre de 1959. Posteriorment es va tornar a casar amb Josefina Raventós. De professió era contractista.

## Trajectòria política
Durant el seu mandat va començar el gran creixement demogràfic d'Esplugues, que va passar de 4.318 habitants el 1950 a 12.393 deu anys més tard. S'hi van fer obres importants, com la nova biblioteca o el camp de futbol, i es va iniciar la urbanització de bona part de la vila, així com el procés d'industrialització. Es va oposar a l'annexió d'Esplugues a la ciutat de Barcelona. Va ser president durant força anys de l'Assemblea local de la Creu Roja i del Sometent franquista. El 25 de febrer del 1956 va renunciar a l'alcaldia i el va succeir Luis Lorenzo Sampedro, cap de la Falange a Esplugues.